# Внуково (Крым)
Вну́ково (до 1948 года Яшпе́к; укр. Внукове, крымскотат. Yaşpek, Яшпек) — село в Черноморском районе Крыма в составе Краснополянского сельского поселения (согласно административно-территориальному делению Украины — Краснополянского сельсовета Автономной Республики Крым).

## Население
| 2001 | 2014 |
| ---- | ---- |
| 448  | ↘439 |

Всеукраинская перепись 2001 года показала следующее распределение по носителям языка
| Язык             | Процент |
| ---------------- | ------- |
| русский          | 73.21   |
| украинский       | 12.95   |
| крымскотатарский | 12.28   |
| другие           | 0.22    |

### Динамика численности
| - 1806 год — 151 чел. - 1864 год — 5 чел. - 1900 год — 24 чел. - 1926 год — 113 чел. - 1939 год — 98 чел. | - 1989 год — 428 чел. - 2001 год — 448 чел. - 2009 год — 428 чел. - 2014 год — 439 чел. |

## География
Внуково — село в центре района, на Тарханкутской возвышенности, высота центра села над уровнем моря — 50 м. Ближайший населённый пункт — Красная Поляна в 2 км на запад, расстояние до райцентра — примерно 23 километра (по шоссе), ближайшая железнодорожная станция — Евпатория — около 50 километров. Транспортное сообщение осуществляется по региональной автодороге 35К-013 Черноморское — Евпатория (по украинской классификации — Т-01-08).

## Современное состояние
На 2016 год во Внуково числится 6 улиц; на 2009 год, по данным сельсовета, село занимало площадь 68,2 гектара, на которой в 154 дворах числилось 428 жителей. Во Внуково действуют библиотека-филиал № 16, сельский клуб, фельдшерско-акушерский пункт, магазин «ЭРА». Село связано автобусным сообщением с райцентром, Евпаторией, Симферополем и соседними населёнными пунктами. В 1 км северо-восточнее села расположено Глебовское газоконденсатное месторождение.

## История
Первое документальное упоминание сёл встречается в Камеральном Описании Крыма… 1784 года, судя по которому, в последний период Крымского ханства Яланмыш входил в Тарханский кадылык Козловскаго каймаканства. После присоединения Крыма к России (8) 19 апреля 1783 года, (8) 19 февраля 1784 года, именным указом Екатерины II сенату, на территории бывшего Крымского ханства была образована Таврическая область и деревня была приписана к Евпаторийскому уезду. После павловских реформ, с 1796 по 1802 год входила в Акмечетский уезд Новороссийской губернии. По новому административному делению, после создания 8 (20) октября 1802 года Таврической губернии, Яшпек был определён центром Яшпетской волости Евпаторийского уезда.
По Ведомости о волостях и селениях, в Евпаторийском уезде с показанием числа дворов и душ… от 19 апреля 1806 года, в деревне Яшпет числилось 16 дворов 145 крымских татар и 6 ясыров. На военно-топографической карте генерал-майора Мухина 1817 года деревня Яшебек обозначена с 26 дворами. После реформы волостного деления 1829 года Яшпек, согласно «Ведомости о казённых волостях Таврической губернии 1829 года», остался центром Яшпетской волости. На карте 1836 года в деревне 36 дворов, как и на карте 1842 года.
В 1860-х годах, после земской реформы Александра II, деревню приписали к Курман-Аджинской волости. В «Списке населённых мест Таврической губернии по сведениям 1864 года», составленном по результатам VIII ревизии 1864 года, Яшпек — владельческая деревня, с 1 двором и 5 жителями при колодцах. По обследованиям профессора А. Н. Козловского 1867 года, вода в колодцах деревни была пресная а их глубина колебалась от 10 до 15 саженей (21—33 м). Согласно «Памятной книжке Таврической губернии за 1867 год», деревня Яшпек была покинута жителями в 1860—1864 годах, в результате эмиграции крымских татар, особенно массовой после Крымской войны 1853—1856 годов, в Турцию и заселена колонистами из Мелитопольского уезда. На трехверстовой карте Шуберта 1865—1876 года в экономии Яшпек обозначено 2 двора. В эти же годы, согласно энциклопедическому словарю «Немцы России», при деревне крымскими немцами лютеранами был основан хутор некоего Э. Брауна (нем. Braun) того же названия — сохранился документ о выдаче ссуды Брауну под имение при деревне Яшпек от 1889 года. В «…Памятной книжке Таврической губернии на 1892 год», о деревне Яшпен, входившей в Киркулачский участок, никаких сведений, кроме названия, не приведено.
Земская реформа 1890-х годов в Евпаторийском уезде прошла позже остальных, в результате Яшпек приписали к Кунанской волости.
По «…Памятной книжке Таврической губернии на 1900 год» в деревне числилось 24 жителя в 10 дворах. Согласно немецкой энциклопедии в 1905 году население составляло 51 человек. По Статистическому справочнику Таврической губернии. Ч.II-я. Статистический очерк, выпуск пятый Евпаторийский уезд, 1915 год, в селе Яшпек (скопщики на земле Брауна) Кунанской волости Евпаторийского уезда дворов и жителей не числилось, но при селении записано 768 десятин удобной земли. Также были одноимённые экономия в 1 двор и 83 «посторонних» жителя и имение без населения.
После установления в Крыму Советской власти, по постановлению Крымревкома от 8 января 1921 года № 206 «Об изменении административных границ» была упразднена волостная система и образован Евпаторийский уезд, в котором создан Ак-Мечетский район и село вошло в его состав, а в 1922 году уезды получили название округов. 11 октября 1923 года, согласно постановлению ВЦИК, в административное деление Крымской АССР были внесены изменения, в результате которых округа были отменены, Ак-Мечетский район упразднён и село вошло в состав Евпаторийского района. Согласно Списку населённых пунктов Крымской АССР по Всесоюзной переписи 17 декабря 1926 года, в хуторе Яшпек, Ак-Коджинского сельсовета Евпаторийского района, числился 31 двор, все крестьянские, население составляло 113 человек, из них 92 немца и 21 русский. Согласно постановлению КрымЦИКа от 30 октября 1930 года «О реорганизации сети районов Крымской АССР», был восстановлен Ак-Мечетский район (по другим данным 15 сентября 1931 года) и село вновь включили в его состав. По данным всесоюзная перепись населения 1939 года в селе проживало 98 человек. Вскоре после начала Великой Отечественной войны, 18 августа 1941 года крымские немцы были выселены, сначала в Ставропольский край, а затем в Сибирь и северный Казахстан.
С 25 июня 1946 года Яшпек в составе Крымской области РСФСР. Указом Президиума Верховного Совета РСФСР от 18 мая 1948 года, Яшпек переименовали в Внуково. 26 апреля 1954 года Крымская область была передана из состава РСФСР в состав УССР. С начала 1950-х годов, в ходе второй волны переселения (в свете постановления № ГОКО-6372с «О переселении колхозников в районы Крыма»), в Черноморский район приезжали переселенцы из различных областей Украины. Время включения в состав Межводненского сельсовета пока не выяснено: на 15 июня 1960 года посёлок Внуково уже числился в его составе. К 1968 году Внуково уже имело статус села. В 1973 году был образован Краснополянский сельсовет, в который вошло Внуково. По данным переписи 1989 года в селе проживало 429 человек. С 12 февраля 1991 года село в восстановленной Крымской АССР, 26 февраля 1992 года переименованной в Автономную Республику Крым. С 21 марта 2014 года в составе Крыма аннексировано Россией.